# Cucina portoghese
La cucina portoghese è l'espressione dell'arte culinaria sviluppata in Portogallo, caratterizzata dalla storia del Paese fatta di incontri con culture e tradizioni diverse. Oggi, grazie alle comunità portoghesi che vivono all'estero e ai piatti particolari, è conosciuta nel resto del mondo.

## Storia
La posizione geografica del Portogallo, e la sua conformazione fisica, sono stati elementi essenziali per lo sviluppo della cucina portoghese. La pianura a sud del paese, i grandi pascoli, e le zone boschive, rappresentano l'habitat ideale per la selvaggina, una grande fonte di cibo. L'agricoltura e l'oceano Atlantico sono altre due risorse fondamentali. 
Non si hanno molte notizie sull'antica tradizione culinaria portoghese, ma, grazie ai ritrovamenti archeologici di molluschi, crostacei, ossa di buoi, pecore, cervi, maiai e cavalli, si sa che la valle del fiume Tago alla fine del paleolitico era popolata da cacciatori, raccoglitori e tribù pescatrici. Intorno al 3000 a.C., le popolazioni del neolitico cominciarono a praticare le prime forme d'agricoltura, utilizzando strumenti di pietra levigata e di ceramica. Le popolazioni celtiche, che occuparono il Portogallo nel 600 a.C., apportarono dei cambiamenti profondi alla cultura del posto, intensificando l'utilizzo dei pascoli, sia per l'allevamento sia per l'agricoltura. Nel II secolo a.C., l'arrivo dei Romani segnò radicalmente le abitudini alimentari portoghesi. Con la costruzione di nuove strade, il cibo poteva essere trasportato e commerciato in tutto il paese con più rapidità e facilità; in più i nuovi alimenti, come il grano, la cipolla, l'aglio, le olive (l'olio d'oliva), vennero introdotti in tutta la penisola iberica. Un'altra grande cultura che ebbe una forte influenza sulla tradizione portoghese fu quella araba, che nell'VIII secolo d.C. si stanziò nella parte meridionale della penisola iberica, introducendo nuovi alimenti e influenzando le tecniche di preparazione del cibo e le tecniche di coltivazione. Introdussero nuove tecniche di irrigazione, cosicché i terreni aridi e asciutti potessero far crescere prodotti come mandorli, fichi e piante di agrumi. Introdussero le spezie, e nuove tecniche di cottura, una delle quali ancora oggi è praticata nel sud del paese, la Cataplana (cottura in pentola in rame con chiusura ermetica). Nel XV secolo l'espansione dell'impero portò alla conoscenza di nuove spezie e condimenti, come il coriandolo, lo zafferano, lo zenzero, il pepe, il peri-peri, i chiodi di garofano, il prezzemolo e la noce moscata (soprattutto grazie alle scoperte di Vasco da Gama sulla rotta per l'India e l'Estremo Oriente), e di nuovi prodotti, come il pomodoro, la patata, il peperone, il fagiolo, il peperoncino, il tacchino e l'avocado, provenienti dal Nuovo Mondo. Altro fattore importante furono le innovazioni nel settore della pesca, con l'inizio della pesca del merluzzo. Venne ideato il metodo della salatura; il baccalà salato era utilizzato in sostituzione della carne di maiale come provvista per i marinai che affrontavano i lunghi viaggi verso l'Oriente: attraverso il metodo della salatura si conservava meglio e più a lungo.

## Panoramica

### Colazione
I portoghesi fanno colazione con pane fresco (di grano o di mais) su cui spalmano burro, formaggi, prosciutto o marmellata, accompagnandolo con una semplice tazza di latte, caffè, tè, o cioccolata calda; oppure con cereali immersi nel latte o nello yogurt, o con frutta, o con dolci.

### Le zuppe

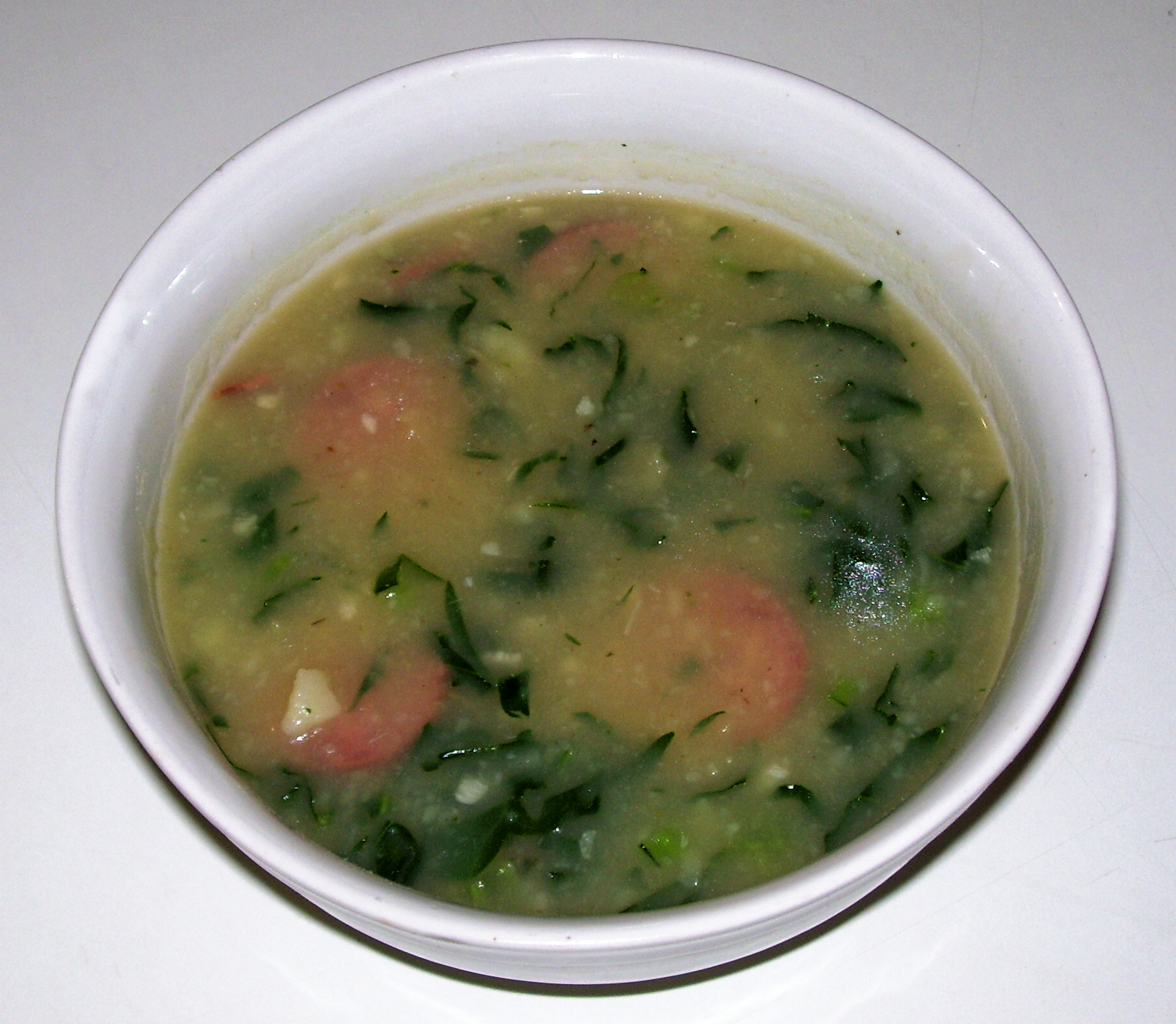
Caldo verde

Le zuppe, sono un primo fondamentale nella tradizione portoghese, e spesso formano da sole un pasto. I portoghesi creano delle zuppe speziate e spesso accompagnate dal pane. Tra le zuppe più famose: 
Il Caldo verde, zuppa a base di passata di cavoli, addensata con patate, contenente una fetta di Salpicão o Chouriço (salsiccia). Questa zuppa è originaria della provincia settentrionale di Minho, ma ora è considerata un piatto nazionale. La Caldeirada de lulas à Madeirense è una zuppa di frutti di mare, insaporita da zenzero e curry.
La Caldeirada à Pescador, è una zuppa di pesce, pomodoro e patate.
La Canja de galinha, è un brodo di pollo. 
La Açorda è una zuppa di frutti di mare, uova, verdure, e pane.

### Pesce
Il paese occupa il primo posto in Europa per il più alto consumo di pesce pro capite, ed è tra i primi quattro nel mondo. In Portogallo c'è un'enorme varietà di pescato: baccalà, tonno, pesce spada, sardine, aragoste, gamberetti, granchi, polpi, anguille, naselli, branzino, molti crostacei e molluschi, tra cui le vongole, le cozze, le ostriche e le cape sante. Il pesce viene cucinato in svariati modi, fritto, alla griglia, bollito, in umido (in una pentola d'argilla cotta) o arrosto. Due delle pietanze a base di pesce più conosciute sono le Sardinhas Assadas, un piatto composto da sardine fresche cucinate alla griglia, e la Caldeirada, uno stufato di varietà di frutti di mare e molluschi accompagnato da patate, pomodori e cipolla.

#### Baccalà

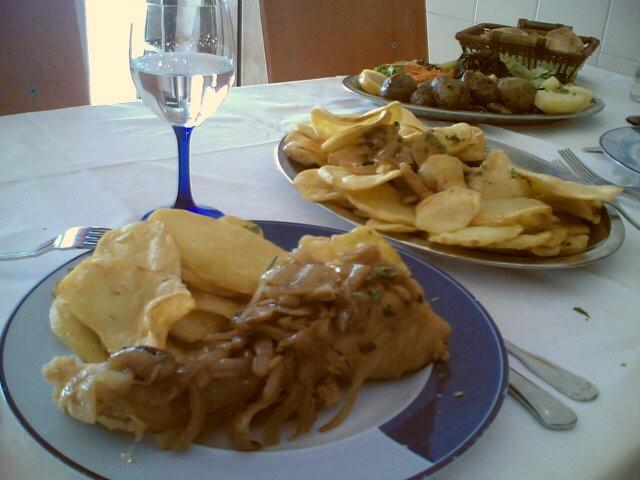
Bacalhau à minhota, uno dei tanti piatti a base di baccalà

Un posto speciale nella cucina portoghese è occupato dal baccalà, il pesce più consumato in Portogallo.
Per la maggior parte, il merluzzo bianco viene utilizzato essiccato e salato, come vuole la tradizione peschereccia portoghese del Nord Atlantico, che sviluppò questa tecnica prima dell'invenzione dei frigoriferi, permettendo al pesce di mantenersi più a lungo. Nonostante l'invenzione dei sistemi refrigeranti, la tecnica della salatura non è andata perduta, anche perché il baccalà è più dolce dopo la salatura. Prima d'essere cucinato, il baccalà ha bisogno d'essere immerso nell'acqua o nel latte. Molteplici sono i piatti a base di baccalà, e due sono particolarmente noti a livello internazionale: il Bacalhau à Gomes da Sà, che consiste essenzialmente in una casseruola con del baccalà, patate, cipolla e uova sode, e il Bacalhau à Brás, che consiste in uova strapazzate, baccalà, patate a fiammifero e cipolle. Una pietanza originale sono le crocchette di baccalà (bolinho de bacalhau), che sono diventate un antipasto popolare.

#### Carne rossa
Nella cucina portoghese si usa sia carne rossa che carne bianca. Alcuni piatti sono un insieme di carne e di pesce. Alcune carni vengono usate come addensanti per i dolci. La carne è anche usata per le zuppe e gli stufati.

#### Il privilegio delle classi superiori
In passato, in Portogallo, mangiare carne e pollame quotidianamente era un privilegio delle classi superiori. Nel medioevo, trovare carne a tavola era un evento che si verificava solo in casa di un nobile. Nel rinascimento un piatto particolare, che consiste in un arrosto di bue guarnito con del pollo, faceva da antipasto ai banchetti regali.

#### Tripas à moda do Porto
Le Tripas à moda do Porto è un piatto a base di trippa, guarnita con fagioli bianchi. Esistono diverse ipotesi sull'origine di questa pietanza. Un'ipotesi è che sia originaria del 1415, anno in cui la città di Porto si privò delle sue provviste di carne per rifornire coloro che andavano in missione in Nord Africa, alla conquista della città di Ceuta. Nonostante non si sappia quale sia la verità, dal XVII secolo gli abitanti di Porto vengono chiamati Tripeiros, cioè mangiatori di trippa.
Un altro piatto a base di trippa è la Dobrada.

#### Maiale all'alentejana
Il maiale all'alentejana (Carne de porco à alentejana) è un piatto popolare. Nonostante il nome, la portata è originaria della regione dell'Algarve e non dell'Alentejo. Questo piatto consiste in carne di maiale cotta in padella con le vongole. In Algarve, essendo una regione vicina alla costa atlantica, i maiali sono allevati vicino al mare e nutriti con il pesce; questo piatto venne ideato per mascherare il sapore di pesce che la carne di maiale acquisiva a causa del nutrimento.

#### Alheira

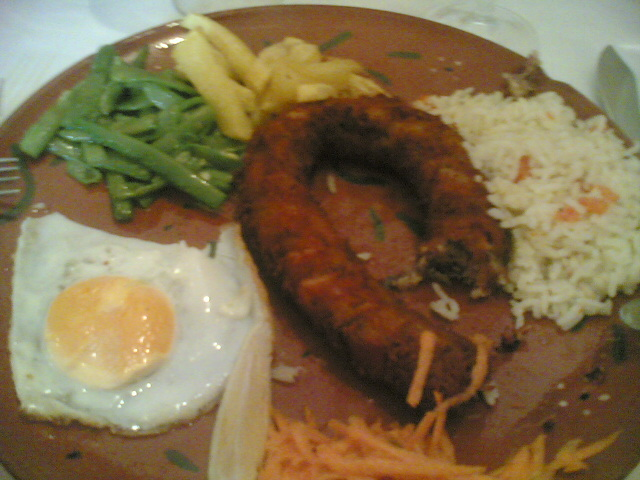
Alheira di Mirandela

La Alheira è una salsiccia originaria del Tràs-os-Montes. Viene servita assieme a patate fritte o uova fritte e, oltre alla carne tritata, contiene al suo interno una grande quantità di aglio triturato. Questo piatto porta con sé una storia particolare; nel XV secolo, il re Manuel, ordinò che tutti gli ebrei residenti in Portogallo si convertissero al cristianesimo o lasciassero la penisola. La maggior parte della comunità ebraica rifiutò di lasciare il paese, e il re fu costretto a convertirli attraverso un battesimo di massa forzato. Nonostante ciò, la maggior parte degli ebrei continuò a professare la propria religione in segreto, cercando di mantenere in pubblico un comportamento e un'immagine da buon cristiano. Per non farsi scoprire, gli ebrei inventarono l'Alheira, una salsiccia di pollo speziato che dava l'impressione d'essere di carne di maiale. Oggi questa tradizione si è modificata, e l'Alheria viene fatta anche con la carne di maiale.
Altro piatto tipico a base di carne rossa è il Sarrabulho, originario della regione Alentejo. La carne viene tagliata a pezzetti, i quali vengono fatti marinare nel vino rosso e poi cotti e vi si aggiungono verdure e spezie. Il piatto viene accompagnato dal pane e, se si vuole, si può aggiungere una foglia di menta e una fetta d'arancia. Altra specialità portoghese è l’Alcatra, pietanza originaria delle Azzorre. Si tratta di carne di manzo marinata nel vino rosso con aglio, in seguito arrostita. La bistecca portoghese, la Bife, è una fetta di carne di manzo o di maiale arrostita, accompagnata da patate fritte e una salsa di vino, oppure da riso o dell'insalata. Alla bistecca possono essere sovrapposte delle uova, in questo caso il piatto prende il nome di Bife com ovo a cavalo, cioè bistecca con uovo a cavallo. Un altro piatto è l’Iscas, ovvero il fegato fritto. Iscas con Elas è un piatto accompagnato dalle Elas - le patate salate. Le Pregos o Bifanas sono piccole bistecche di manzo (Prego) o di maiale (Bifana), arrotolate, servite nelle birrerie insieme a un boccale di birra. Gli Espetada sono degli spiedini di manzo, cotti alla griglia e insaporiti con l'aglio.

#### Carni bianche
Il pollame in passato era considerato un cibo di alta qualità. Il tacchino, era il protagonista dei pranzi natalizi, delle cerimonie e dei banchetti. Nel periodo natalizio, i contadini portavano i loro tacchini alla periferia di Lisbona, per venderli nelle strade. Prima di ucciderli, gli animali venivano forzati ad ingerire del brandy, perché li tranquillizzava e rendeva la loro carne più tenera e saporita. Oggi, l'allevamento di massa di polli e tacchini rende queste carni accessibili a tutte le classi, tanto che le bistecche di tacchino, Bifes de Perù, si ritrovano su tutte le tavole portoghesi. Un piatto portoghese, il Frango Assado na Brasa, consiste in pollo cotto alla griglia condito con piri-piri, aglio e olio d'oliva.

### Verdura
Le verdure più comuni nella cucina portoghese sono i pomodori, i cavoli e le cipolle. Il contorno che accompagna molti piatti è un'insalata di pomodori, lattuga e cipolla, condita con olio d'oliva e aceto. Anche le patate, il riso e paste, sono molto usati. Molte sono le zuppe a base di verdure, come il Caldo verde.

### Formaggi

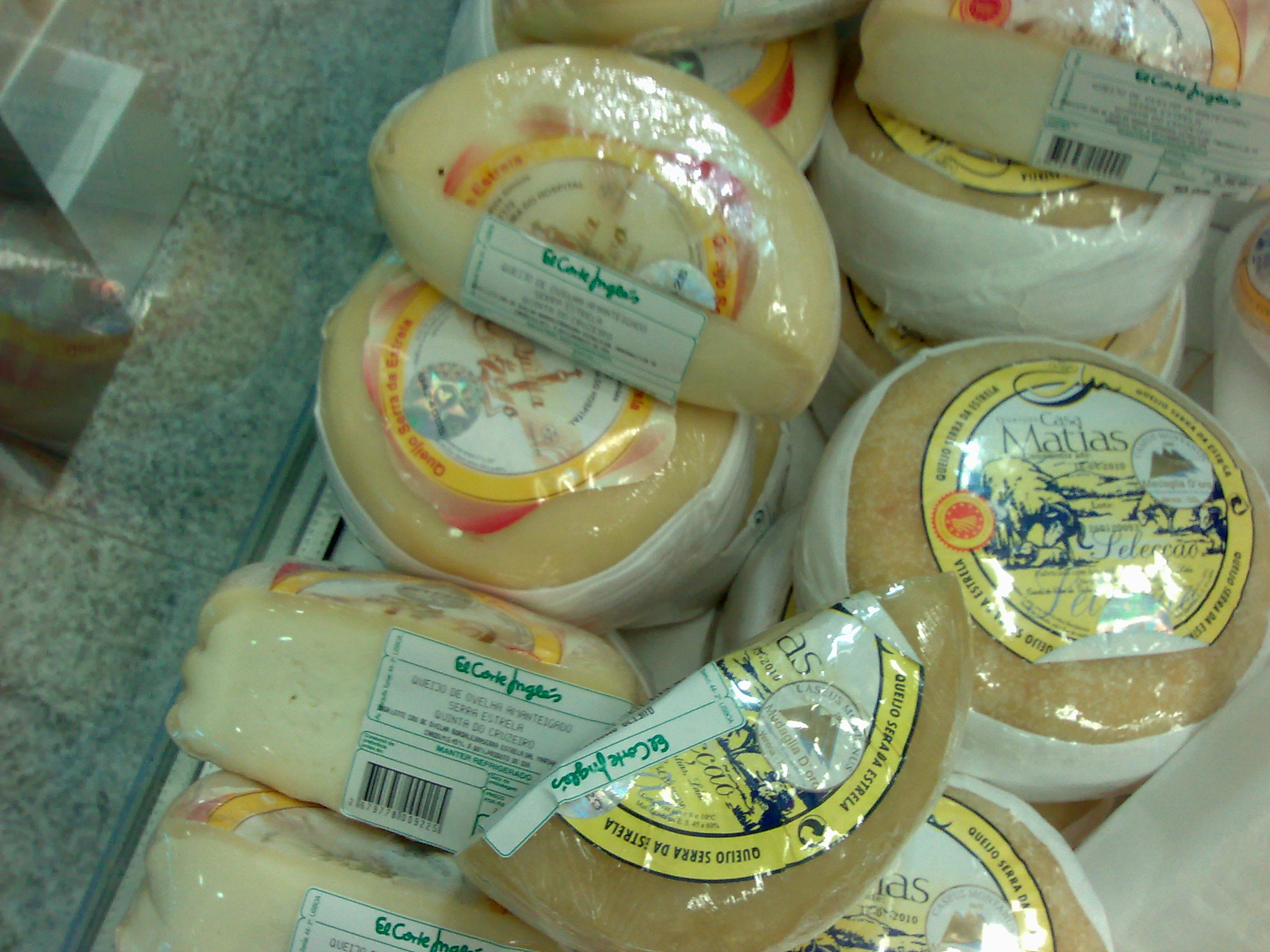
Queijo Serra da Estrela

In Portogallo esistono molti formaggi di latte di capra o di pecora, o entrambi, o di mucca. Il formaggio, accompagnato dal pane, o dalla frutta, viene servito per lo più come antipasto. Nelle altre ricette viene utilizzato poco. Un formaggio dal sapore molto piccante è il Queijo de São Jorge, fatto con latte di mucca, che viene prodotto nelle Azzorre. Altri formaggi conosciuti sono il Queijo de Castelo Branco e il Queijo Serra da Estrela (DOP); quest'ultimo ha un sapore molto piccante, e può essere consumato morbido o più stagionato. Viene prodotto a mano, con il latte di pecora fresco.

### Pane
Il pane, fatto con farina di grano o di mais, viene servito con molti piatti; per alcune zuppe è l'ingrediente principale. Un tipo di pane molto famoso è il Broa, fatto con farina di mais ("milho" in portoghese), che si ritrova su tutte le tavole portoghesi. Un piatto che utilizza il Broa è il Baccalà con Broa, un piatto in cui il baccalà, ricoperto da grosse molliche di Broa, viene cucinato al forno.

### Dolci

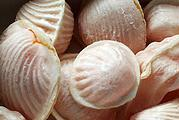
Gli ovos moles de Aveiro in ostia.

La cucina portoghese è dotata di una vasta gamma di dessert, torte e pasticcini. Molti di questi furono prodotti per la prima volta nei monasteri nel medioevo. Altri invece furono ideati e perfezionati dalle suore, tra il XVI e il XVIII secolo, che li vendevano per trarne profitto. La maggior parte dei dolci ha un fattore comune, la crema di uova, fatta con il tuorlo delle uova e lo zucchero come gli ovos moles de Aveiro. I dolci vengono offerti ad ogni pasto, in particolare per la prima colazione e come spuntino pomeridiano. Tra gli ingredienti più usati c'è la pasta di mandorla, il miele, la cannella e la vaniglia. Molto popolare è l'Arroz Doce, un budino a base di riso al sapore di limone e cannella, tipico delle feste natalizie. Le Pastéis de nata sono piccole sfoglie ricche di crema. Nel sud del paese, specialmente nella regione di Algarve, sono popolari i dolci fatti con mandorle e marzapane, come il Toucinho do céu. Alcuni dolci tradizionali sono fatti con la zucca candita, come il Doce de Chila/Gila. Altra particolarità sono le Queijadinhas, delle tortine di formaggio arricchite da frutta candita, dal mallo verde e dalle mandorle fresche. A Lisbona si trova l'Antiga Confeitaria de Belém, una pasticceria che prepara il leggendario Pastél de Belém. Il dolce natalizio tipico portoghese è il Bolo Rei. Degno di nota è anche il papo-de-anjo, un tipico dolce al cucchiaio a base di sciroppo e tuorlo d'uovo.

### Vini e liquori

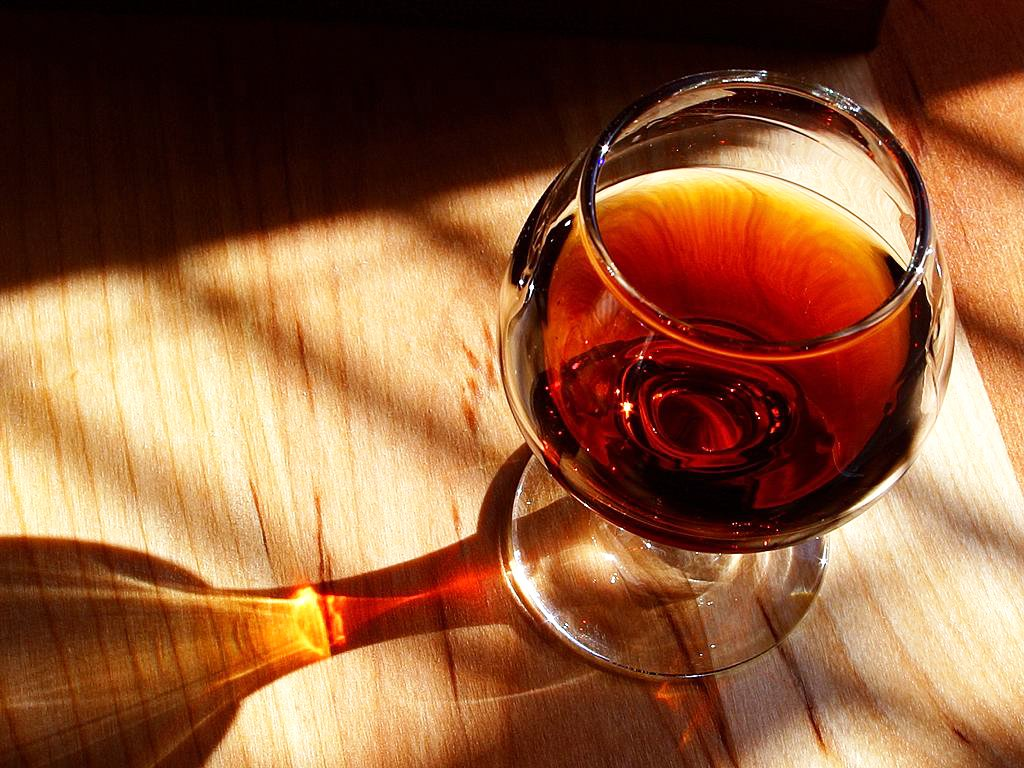
Un bicchiere di Porto.

Il vino è una bevanda tradizionale. Tra i più conosciuti c'è il Porto, un vino dal sapore forte e distinto, prodotto nella regione del fiume Douro. Spesso viene servito con dolci o come aperitivo o, durante i periodi celebrativi, a ospiti importanti, come per esempio il parroco. Il Madeira è un altro vino popolare, prodotto nella regione di Madera. Un vino particolare è il Vinho Verde, dal sapore frizzante; può essere di colore rosso, bianco o rosato. Viene prodotto nella regione di Minho. La sua denominazione, “vino verde”, si riferisce al fatto che questo vino deve essere bevuto “giovane”, a differenza degli altri vini, che possono essere “maduri”, cioè possono essere bevuti dopo averli fatti invecchiare; è un vino ottimo per accompagnare il pesce. Dalla distillazione dei rifiuti e degli scarti dell'uva utilizzata per produrre il vino viene ottenuta una serie di brandy, dal sapore molto forte. Altri liquori sono: il Bagaço ed l'Amarguinha, che è un liquore a base di mandorle amare. Altre bevande alcoliche popolari in Portogallo sono il Licor Beirão e il Ginjinha. Nella regione di Algarve viene prodotto il Medronho, un alcolico ottenuto dal corbezzolo.

## Cucina regionale
Le varietà regionali gastronomiche del Portogallo sono molte. La regione di Estremadura, che comprende la capitale, è famosa per i suoi piatti a base di pesce, ed è originario di questa regione il Bacalhau à bras. Molti piatti hanno come protagonisti i frutti di mare, come le vongole (Amêijoas), e le cozze (Mexilhões). Un altro piatto dell'Estremadura a base di granchi e calamari ripieni è il Lulas recheadas à lisbonese (calamari ripieni alla lisbonese). La regione dell'Algarve tramanda le antiche tradizioni dei dolci a base di mandorla e fico.
Un piatto tipico di Porto è la francesinha, un tramezzino ipercalorico a base di pane a cassetta farcito con tre tipi di carne, formaggio fuso e salsa a base di pomodoro, birra e peperoncino.

## Abitudini alimentari in occasioni cerimoniali
Tra la fine di dicembre e i primi giorni di gennaio, le famiglie rurali uccidono il maiale. Dopo averlo ucciso, la famiglia si appresta a fare degli insaccati, salsicce e prosciutti, salando e speziando tutte le parti commestibili del suino, inclusa la pancia (toucinho). Il pasto di mezzogiorno del primo giorno dopo l'uccisione del maiale, chiamato Sarrabulho, consiste in un piatto di riso con interiora e sangue del maiale. Per quanto riguarda il Natale, la portata principale è il baccalà, decorato con una salsa verde a base di olio extra vergine d'oliva, Molho verde, e condito con cavolo e patate bollite.

## Influenza della cultura ebraica sulla cucina portoghese
La cultura gastronomica portoghese è stata influenzata da quella ebraica, sia per quanto riguarda il modo di preparare gli alimenti, sia per quanto riguarda le abitudini alimentari. Diversi tipi di pane azzimo, e alcuni dolci ebraici come l'Arrufadas de Coimbra, vengono ormai prodotti in tutto il Portogallo. I portoghesi hanno imparato dagli ebrei diverse tecniche, come il risciacquo in acqua delle carni degli animali appena uccisi, per ripulirli dal loro sangue; l'appenditura del pollo a testa in giù dopo averlo ucciso, in modo tale da far drenare il sangue dell'animale; la macellazione degli animali attraverso un coltello molto affilato.

## Influenze portoghesi sulla cucina del mondo
Il Portogallo era un grande impero, e la sua tradizione gastronomica influenzò le altre cucine mondiali, e ne fu a sua volta influenzata. Grazie ai portoghesi ancora oggi si coltiva e commercia in tutto il mondo l'arancia dolce, esportata dall'India nel XV secolo. Poiché un tempo il Portogallo era il paese che esportava maggiormente le arance nel mondo, alcuni paesi hanno dato al frutto un nome associabile ai portoghesi: per esempio in Romeno viene chiamato Portocală, in Turco Portakal, in Arabo Al-burtuqal, in Amarico Birtukan, in Georgiano Phortokhali, in greco Portokalos; nella maggior parte dei dialetti italiani l'arancia ha un nome che corrisponde a "Portogallo". 

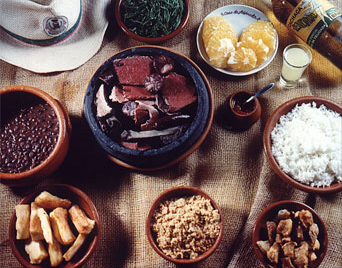
Un piatto della cucina brasiliana, la Feijoada

Grazie all'espansione portoghese verso l'Asia, svariate spezie come cannella, pepe e piri-piri, sono conosciute e utilizzate in tutto il mondo. L'influenza portoghese è riscontrabile nella cucina brasiliana, che ha addirittura dei piatti tipici che sono una propria versione di piatti portoghesi, per esempio la Feijoada un stufato di carne di maiale e manzo con fagioli neri, o Caldeirada, che è uno stufato di pesce. Nel 1543 i portoghesi giunsero fino in Giappone, portando con sé lo zucchero raffinato, che diventò per i giapponesi un lusso. I giapponesi apprezzarono molto i dolci portoghesi, tanto da imitarli, facendo caramelle (Kompeito), il pan di Spagna (Kasutera), e addirittura una loro versione della crema all'uovo, Fios de ovo, chiamata in giapponese Keiran Somen (della quale esiste anche una versione tailandese, chiamata Kanom Foy Tong). Con questa crema, i giapponesi hanno creato il Nanban-Gashi. La tempura, il piatto più famoso del Giappone, è una copia della ricetta portoghese Peixinhos da horta, letteralmente "pesciolini dell'orto", ossia fagiolini in pastella.
Nel 1660, dopo il matrimonio di re Carlo II con la principessa Caterina di Braganza, il tè, originario della colonia portoghese di Macao, una volta presentato alla corte inglese, divenne popolarissimo in Gran Bretagna. In ogni parte del mondo, i portoghesi immigrati influenzano la tradizione culinaria della loro nuova “patria”. Alle Hawaii e in alcune zone della Nuova Inghilterra molti prodotti portoghesi sono d'uso comune da parte di diverse etnie. Sono molto comuni il pan dolce portoghese, (pão doce), la zuppa di fagioli (sopa de feijão), e le salsicce (chouriço, o linguiça). In Australia, negli ultimi due decenni, il pollo portoghese è diventato molto popolare e viene venduto nei fast food.

## Cucina e musica
Esistono posti in Portogallo, chiamati Casas do Fado, che sono luoghi in cui si può consumare il pasto ascoltando il Fado, un canto malinconico e triste che rievoca la saudade, cioè la malinconia.
I ristoranti portoghesi hanno abitudini particolari. Appena in Portogallo ci si siede ad un tavolo di un ristorante, vengono portati degli stuzzichini, che consistono in assortimenti di formaggi e salumi, olive, gamberetti, pane, burro o del paté di tonno o di sardina. Se non si vuole pagare il coperto, questi stuzzichini vanno rifiutati.